# ادربرگ (برندنبورگ)

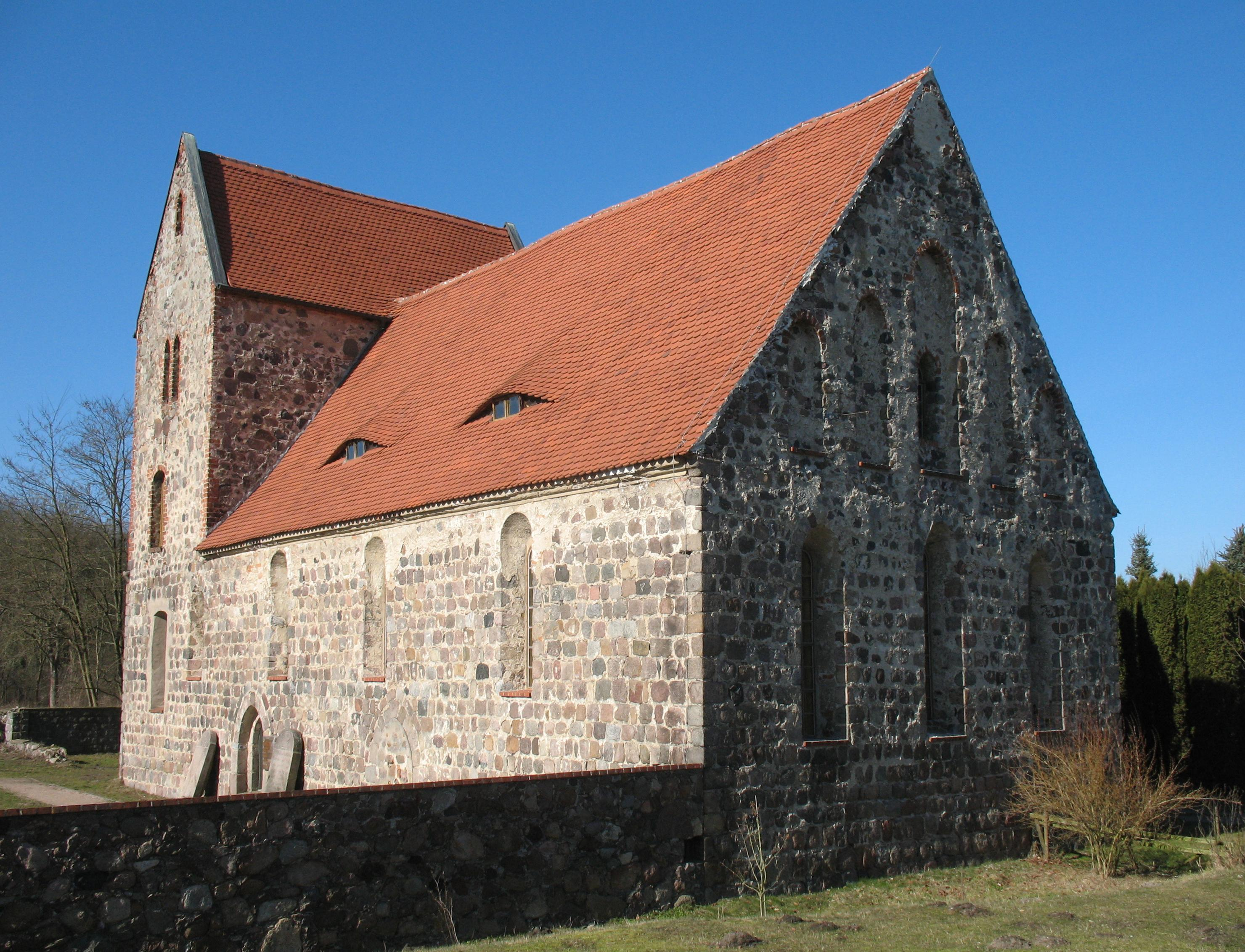
کلیسا

شهر ادربرگ (به آلمانی: Oderberg) در ایالت برندنبورگ در کشور آلمان واقع شده‌است.